# Учиков, Николай
Николай Учиков (болг. Николай Учиков; р. 13 апреля 1986) — болгарский волейболист, доигровщик сборной Болгарии и болгарского клуба «Нефтохимик 2010».

## Карьера
Воспитанник пазарджикского «Бенковски». С 2003 года играл в болгарских клубах «Локомотив» (Пловдив) и «Левски-Сиконко».
С 2009 года играет в Италии. В числе клубов, в которых играл Николай и «Трентино» — один из самых именитых клубов Европы.
Сезон 2013/14 провёл в «Тюмени», затем три года играл в Аргентине в составе ВК «УПСН».

## Достижения
Чемпионат Болгарии 

 2005, 2006, 2009 

 2007 

Кубок Болгарии 

 2005, 2006, 2018 

Чемпионат Италии 

 2013 

Кубок Италии 

 2013 

Чемпионат Аргентины 

 2015, 2016

Клубный чемпионат Южной Америки 

 2016 

Клубный чемпионат мира 

 2012 

 2013, 2014, 2015 

Кубок Греции 

 2018 